# Mike Devaney
Michael Aloysius « Mike » Devaney (né le 6 juin 1891 à Belleville et décédé le 25 janvier 1967 dans la même ville) est un athlète américain spécialiste du 3 000 mètres. Affilié au Millrose Athletic Association, il mesurait 1,78 m pour 68 kg.

## Biographie

### Palmarès
| Date | Compétition           | Lieu   | Résultat | Épreuve              | Performance     |
| ---- | --------------------- | ------ | -------- | -------------------- | --------------- |
| 1920 | Jeux olympiques d'été | Anvers | 5e       | 3 000 mètres steeple | ~ 10 min 34 s 3 |
| 1920 | Jeux olympiques d'été | Anvers | 1er      | 3 000 m par équipe   | 10 points       |
| 1924 | Jeux olympiques d'été | Paris  | 7e       | 3 000 mètres steeple | 10 min 01 s 0   |

### Records
| Épreuve              | Performance  | Lieu | Date |
| -------------------- | ------------ | ---- | ---- |
| 3 000 mètres steeple | 9 min 44 s 4 |      | 1924 |